# Траби (гміна Беляви)
Траби (пол. Traby) — село в Польщі, у гміні Беляви Ловицького повіту Лодзинського воєводства.
Населення — 120 осіб (2011).
У 1975-1998 роках село належало до Скерневицького воєводства.

## Демографія
Демографічна структура станом на 31 березня 2011 року:
|          | Загалом | Допрацездатний вік | Працездатний вік | Постпрацездатний вік |
| -------- | ------- | ------------------ | ---------------- | -------------------- |
| Чоловіки | 61      | 12                 | 37               | 12                   |
| Жінки    | 59      | 12                 | 28               | 19                   |
| Разом    | 120     | 24                 | 65               | 31                   |